# 謙妃
謙妃（1714年—1768年），劉氏，管領劉滿之女。清世宗之妃。

## 生平
康熙五十三年 (1714年) 出生。
雍正年間，劉氏通過內務府選秀而入宮，對應祭文「昔先皇選列椒庭」。雍正七年 (1729年) 被封為劉答應。雍正八年正月晉為劉常在，同年三月晉為劉貴人。雍正十一年 (1733年) 六月十一日亥時，生皇六子果恭郡王弘曕，六月十二日，雍正帝諭大學士等：「劉貴人晉封為嬪，其應封字樣，著選擬具奏」。尋擬封號進呈，欽定為謙嬪，十一月十二日，正式冊封為謙嬪。
雍正十三年，剛登極的乾隆帝弘歷尊封謙嬪為謙妃，乾隆二年九月正式舉行冊封禮。謙妃五十歲千秋時，皇太后曾降諭弘曕，命他預備祝壽的禮物，为謙妃增辉，弘曕抗旨不遵，並以乾隆帝未額外加賜稱祝為由，聲稱不敢自行鋪張，微词嘲讽乾隆帝。
乾隆三十二年 (1767年) 五月二十一日，謙妃去世，高宗辍朝三日；五月二十四日謙妃金棺奉移到京师北郊的曹八里屯殡宫，派四阿哥永珹为谦妃初上坟礼读文致祭；十月二十五日谦妃金棺入葬泰陵妃园寝。

## 位下宮女
根據乾隆十六年宫分总折的記載，世宗谦妃下有宫女子六人。德格系乾隆六年十二月二十四日进宫。莲英系乾隆七年正月初九日进宫。福格系乾隆十三年七月初六日进宫。爱申珠系乾隆十四年十二月十一日进宫。凤格系乾隆十五年九月十九日进宫。大妞儿系乾隆十六年七月十二日进宫。

## 电影作品
| 影視作品 | 年份   | 演員                          |
| 宫锁珠帘 | 2012年 | 杨蓉饰演徐佳·袭香（谦贵人）。 |